# Richard Rive
Pour les articles homonymes, voir Rive.
Œuvres principales
Buckingham Palace District Six
Richard Moore Rive (Le Cap, 1931-1989) est un écrivain sud-africain. Il est encore aujourd'hui considéré comme l'un des plus grands auteurs de nouvelles en Afrique du Sud.

## Biographie
Richard Moore Rive est né le 1er mars 1931, à Caledon Street, dans un quartier résidentiel métis  du 6e district au Cap. Son père était un afro-américain et sa mère une sud-africaine de couleur, selon un classement qui lui fut attribué lors de la mise en œuvre de l' apartheid. 
Richard Moore Rive a fréquenté l'école primaire Saint - Marc puis le Lycée Trafalgar, deux établissements situés dans le sixième district du Cap. En 1951, il fut étudiant de l'université "Hewat College of Education" d’ Athlone. Il obtint son diplôme d’enseignant, après avoir été admis à une licence dans l' Université du Cap en 1962. Durant sa scolarité il fut reconnu pour être un sportif de haut niveau; il gagna le championnat d'obstacles d'Afrique du Sud. Son diplôme en main il fut ainsi nommé administrateur sportif de l'école.  
En 1963, il a reçu une bourse d'études organisée par Es'kia Mphahlele, rédacteur en chef du magazine Drum (en). C'est dans ce magazine que Richard Moore Rive publia certains de ses premiers écrits. Son premier roman, Emergency est sorti en 1964.
En 1965, Richard Moore Rive fut accrédité d'une bourse Fulbright qui lui permit de passer avec succès une maîtrise (1966) dans l' Université Columbia aux États-Unis, et un doctorat dans l'Université d'Oxford (1974). Sa thèse de doctorant relative à Olive Schreiner fut publiée à titre posthume, en 1996 . 
Richard Moore Rive a été pendant de nombreuses années le chef du département d’anglais du Hewat College. Il a été un professeur invité dans de nombreuses universités étrangères, y compris l'Université Harvard en 1987. Il a également donné des conférences dans plus de 50 universités sur quatre continents.
Durant toute sa vie il fut un fervent partisan dans la lutte contre le racisme. Aussi, décida-t-il de rester dans son pays avec le ferme espoir d’influencer sur son développement. Il fut poignardé à mort chez lui, au Cap, en 1989, à l'âge de 58 ans,.

## Distinction
Le 23 août 2013 lors de la remise des prix littéraires Aziz Hassim à Durban, Richard Moore Rive et deux autres auteurs sud-africains  Ronnie Govender et Don Mattera , ont été honorés pour leurs contributions littéraires dans la lutte contre l'apartheid.
Ces auteurs ont dans leurs ouvrages insisté sur les enclaves non-raciales en Afrique du Sud, et Richard Moore Rive s’était concentré sur le sixième district du Cap: Govender sur Cato Manor (en) et Mattera sur Sophiatown.

## Œuvres
- Emergency (1964)
- Buckingham Palace District Six (1986)
- Writing Black (1981)
- Emergency Continued (1991)